# تقويم بيزنطي

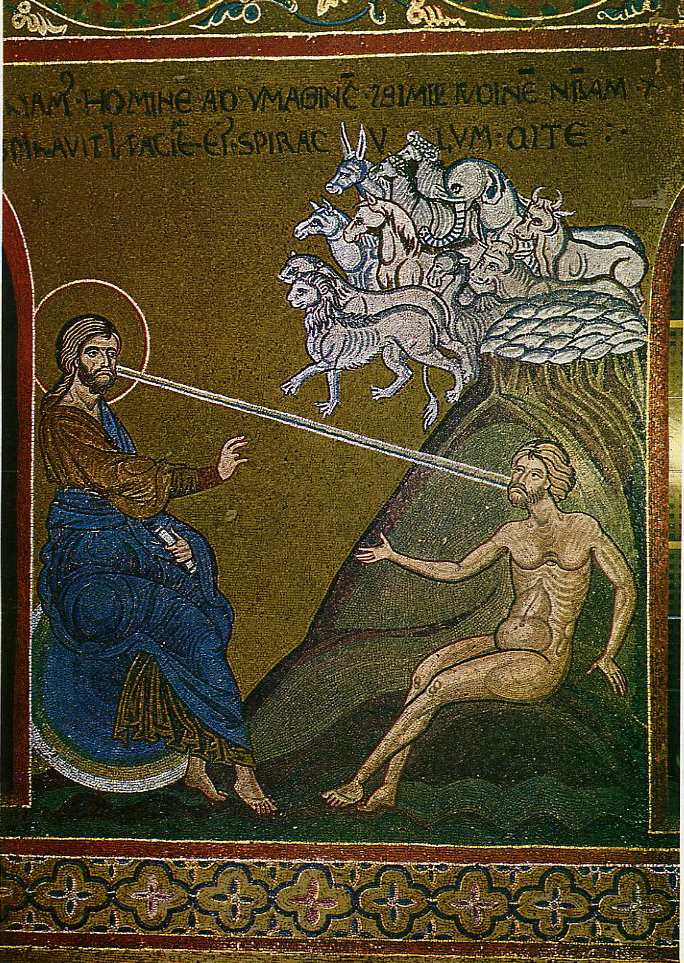
فسيفساء بيزنطية عن قصة خلق آدم في الكتاب المقدس (موجودة الآن في كاتدرائية مونريالي).

التقويم البيزنطي ويُدعى أيضًا عصر الخلق القسطنطيني أو عصر العالم (بالإغريقية: Ἔτη Γενέσεως Κόσμου κατὰ Ῥωμαίους أو Ἔτος Κτίσεως Κόσμου أو Ἔτος Κόσμου، وترجمتها الحرفية: «السنة الرومانية منذ خلق الكون»، واختصارها: ε.Κ) كان التقويم الذي عملت به الكنيسة الأرثوذكسية الشرقية من نحو عام 691 حتى عام 1728 في البطريركية المسكونية، وكان أيضًا التقويم الرسمي لكل من الإمبراطورية البيزنطية خلال الفترة الممتدة من عام 988 حتى عام 1453، ولخقانات روس وروسيا خلال الفترة من حوالي عام 988 حتى عام 1700. كلمة «بيزنطي» مصطلح تأريخي، ولذا استُعمل في الاسم الأصلي صفة «روماني» التي اتخذتها «الإمبراطورية الرومانية الشرقية» صفة لها في اسمها.
استند هذا التقويم على التقويم اليولياني، إلّا أن السنة فيه بدأت في يوم 1 سبتمبر، واستند رقمها سنة العالم المستمدة من «الترجمة السبعونية» للكتاب المقدس. سنة الخلق في هذا التقويم هي 5509 قبل التجسُّد. امتاز بميلٍ -كان معتادًا بين اليهود وأوائل المسيحيين- إلى ترقيم السنوات بدءًا من الأساس المحسوب للعالم، ألا وهو سنة العالم. كان عامه الأول (تاريخ الخلق المفترَض) من 1 سبتمبر 5509 قبل الميلاد إلى 31 أغسطس 5508. وعلى هذا فرقم عامنا الحالي ( 2025 بعد الميلاد) هو 7534.

## تاريخه
ظهر أولًا في أطروحة للقسيس الراهب جورجيوس (638–39 بعد الميلاد)، ذكر فيها مختلف صور «عصر العالم»، وذهب إلى أن ميزته الكبرى هي نقطة البداية المشتركة بين الدورات الفلكية الشمسية والقمرية، ودورة «الفرقان» (جمع فَرْق)، وهي نظام التأريخ الذي عُمل به في بيزنطة من القرن السادس. وعدّه أنسب وسيلة لحساب عيد القيامة. تمكن باحثو عصر العالم بالحسابات المعقدة الخاصة بالدورات الشمسية (كل 28 سنة) والقمرية (كل 19 سنة) من اكتشاف دلالات فلكية لتواريخ معيّنة، كتاريخ ميلاد يسوع وصَلْبه.

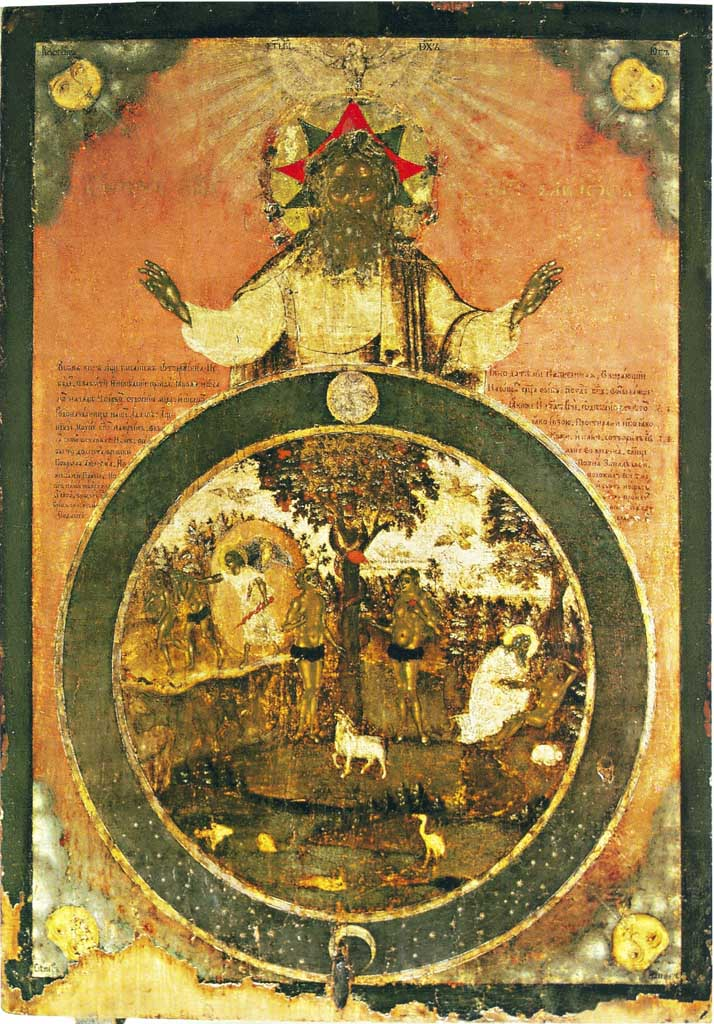
خلق آدم وحواء (أيقونة روسية تعوود للقرن الثامن عشر)

مر هذا التقويم بتعديلات طفيفة قبل أن يتبلور في منتصف القرن السابع، مع أن طلائعه كانت قد ظهرت في نحو 412 بعد الميلاد. في النصف الثاني من القرن السابع، عُرف «عصر الخلق» في أوروبا الغربية، أو في بريطانيا العظمى على الأقل. في أواخر القرن العاشر (نحو 988 بعد الميلاد)، حين ظهر هذا التقويم في السجلات الحكومية الرسمية، اعتُمد نظام موحد في جميع أنحاء العالم الروماني الشرقي.
استقر هذا العصر التقويمي على أن البداية هي 1 سبتمبر، واعتُقد أن يسوع وُلد في عام 5509 بعد الخلق. أي إن مبدأ حساب التواريخ كان الخلق، لا ميلاد يسوع كما كان في الغرب بعدما اعتُمد نظام «بعد الميلاد» بين القرنين السادس والتاسع. اجتنبت الكنيسة الشرقية نظام بعد الميلاد الذي وضعه ديونيسيوس إكسيغوس، ولم يُبحث تاريخ ميلاد يسوع في القسطنطينية إلا في القرن الرابع عشر.
كان التقويم البيزنطي كالتقويم اليولياني باستثناء:
- أن أسماء الشهور حُوّلت من اللاتينية إلى اليونانية،
- أن أول يوم من العام كان 1 سبتمبر، فكان التقويم الكَنَسي والمدني يبدأ من 1 سبتمبر إلى 31 أغسطس، وهو تقويم الكنيسة الأرثوذكسية الشرقية إلى يومنا هذا،
- أن التواريخ نادرًا ما حُسبت بالكَلِندات أو النونات أو الإيدات الخاصة بالتقويم الروماني، وإنما رُقمت من بداية الشهر على الطريقة اليونانية[7] أو السورية[8] أو المصرية،
- أنه بُني على سنة الخلق التي اعتُقد أنها كانت من 1 سبتمبر 5509 إلى 31 أغسطس 5508 قبل الميلاد، لا على تقويم بداية روما.

حُدد «اليوم الكَبيسيّ» في التقويم البيزنطي بالطريقة نفسها التي حُدد بها في النسخة الرومانية الأصلية للتقويم اليولياني: بتثنية اليوم السادس إذا حسبنا عكسيًّا من أول شهر مارس، أي بتثنية يوم 24 فبراير.
حل التقويم المسيحي (تقويم بعد الميلاد) تدريجيًا محل «عصر العالم البيزنطي» في الكنيسة الأرثوذكسية، فاستعمله أولًا البطريرك ثيوفانس الأول كاريكس في 1597، ثم البطريرك سيريل لوكاريس في 1626، ثم اعتمدته الكنيسة رسميًا في 1728. لكن روسيا كانت أخذت المسيحية الأرثوذكسية عن بيزنطة، فورثت التقويم الأرثوذكسي المبني على العصر البيزنطي (مترجَمًا إلى السلافية). سقطت الإمبراطورية البيزنطية في 1453، لكن ظل ذلك العصر قائمًا في روسيا، التي شهدت عاصمتها حركات «ألفية» في 1492 بعد الميلاد (7000 سنة العالم)، ولم يحل محله التقويم اليولياني إلا في 1700 بعد الميلاد على يد بطرس الأكبر. وما زال حتى الآن أساس التقاويم الأرثوذكسية التقليدية. وافق سبتمبر 2000 بعد الميلاد بداية عام 7509 سنة العالم.

### سِنّ العالم

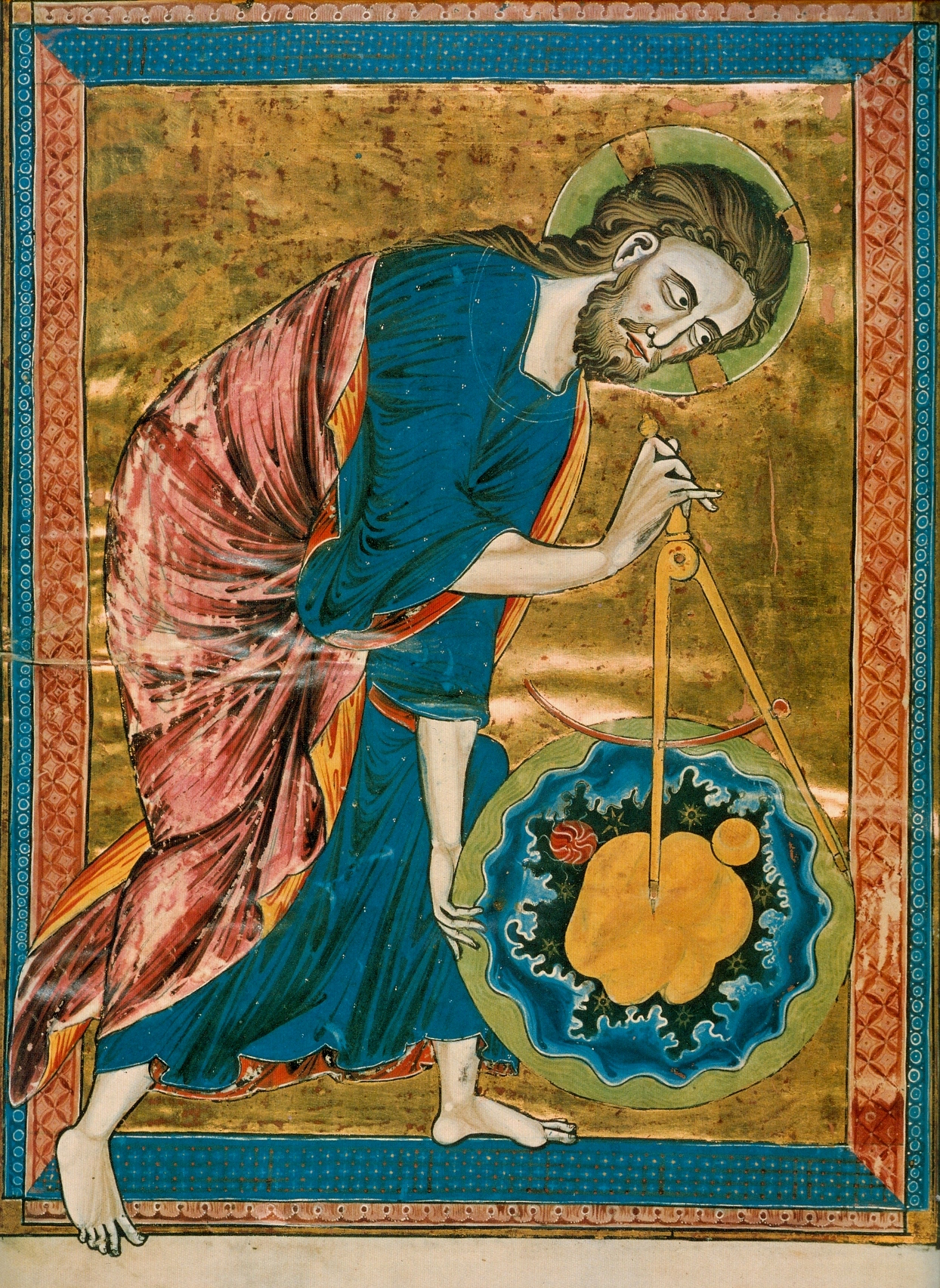
خلق العالم -عمل فني بيزنطي يعود لحوالي 1220–1230.

أقدم ما بين أيدينا الآن من الكتابات المسيحية عن سِن العالم -وفق التأريخ المبني على الكتاب المقدس- كتبه ثاوفيلوس (115–181 بعد الميلاد) في كتابه الاعتذاري إلى أوتوليكس، ويوليوس أفريكانوس (200–245 بعد الميلاد) في كُتب التأريخ الخمسة. ذهب كلاهما إلى أن سن العالم عند ميلاد يسوع كان 5530 سنة، استنادًا إلى الترجمة السبعونية للعهد القديم.

أشار ابن صهيون فاخولدر إلى أهمية كتابات آباء الكنيسة عن ذلك الموضوع (مع أنه لا يوافقهم على نظامهم التأريخي المبني على صحة الترجمة السبعونية وموثوقيتها مقارنة بالمخطوطات الماسورتية)، إذ أقام المُؤرخون المسيحيون وصلة بيننا وبين المؤرخين الكتابيين الهلنستيين:
«بذل اليهود والوثنيون جهدًا فكريًا هائلًا في الفترة الهلنستية، لتأريخ الخلق والطوفان والخروج وبناء الهيكل... فأمثال ططيانوس الآشوري (مات في نحو 180) وإكليمندس الإسكندري (مات قبل 215) وهيبوليتوس الرومي (مات في 235) ويوليوس أفريكانوس المقدسي (مات بعد 240) ويوسابيوس القيصري الفلسطيني (260–340) وجاستن الزائف، كثيرًا ما اقتبسوا من سلفهم (المؤرخين اليهوديين اليونانيين الهلنستيين)، مبصِّرين مزيدًا من الباحثين.» />
كتب المؤلف اليهودي الهلنستي دمتريتوس المؤرخ (نما ذِكره في 221–204 قبل الميلاد) كتاب عن ملوك يهودا، تناول فيه التفسير الكتابي، ولا سيما التأريخ. وكان حسابه لتاريخ الطوفان وميلاد إبراهيم مماثلًا لما في السبعونية، وأسس عصر آدم التقويمي، الذي سبق عصر العالم اليهودي وكلًّا من عصر الخلق الإسكندري والبيزنطي.

### العصر الإسكندري
نشأ العصر الإسكندري في 412 بعد الميلاد، وكان مقدمة للعصر البيزنطي. بعد محاولات أولية من هيبوليتوس وإكليمندس الإسكندري وغيرهما، استقر الحساب الإسكندري لتاريخ الخلق على يوم 25 مارس 5493 قبل الميلاد.

احتسب الراهب الإسكندري بانودورس 5904 سنة من آدم إلى عام 412 بعد الميلاد. بدأت أعوامه من 29 أغسطس الموافق أول شهر توت (بداية العام المصري). لكن أنيانوس الإسكندري فضل «النمط البِشاري»، الذي فيه 25 مارس رأسًا للسنة، وأزاح العصر البانودورسيّ نحو 6 أشهر، ليبدأ في 25 مارس. بذلك نشأ العصر الإسكندري، الذي كان أول أيامه هو أول أيام العام المدني الإسكندري البروليبتي المعمول به حينئذ: 29 أغسطس 5493 قبل الميلاد، في حين أن التقويم الكَنَسي كان يبدأ في 25 مارس 5493 قبل الميلاد.
«خلق هذا النظام صدفة روحانية غريبة، اجتمعت فيها أهم ثلاثة تواريخ عالمية: بدء الخلق، والتجسد، وقيامة يسوع. كلها حصلت بحسب التأريخ الإسكندري في 25 مارس. وفوق هذا كانت المدة الفاصلة بين التاريخ الأول والثاني 5500 عامًا بالضبط، وحصل الأول والثالث في يوم أحد (اليوم المقدس الذي بدأ فيه الخلق، والذي أُحيِي بيسوع).»
اقتبس ديونيسيوس الإسكندري في وقت سابق تبريرًا مهمًا لاختيار 25 مارس بداية للعام:
«كان 25 مارس يُعد عيد الخلق، فكان أول أيام العام بالعصور الوسطى في التقويم اليولياني والاعتدال الربيعي الرمزي (كان الاعتدالَ الفعلي عندما وُضع التقويم اليولياني). بعدما احتُسب 25 مارس بداية لحمل يسوع، صار ذلك التاريخ 'عيد البشارة' الذي لا بد أن يلحقه عيد الميلاد بعد 9 أشهر في 25 ديسمبر.»
اعتمد هذا التاريخَ (25 مارس 5493 قبل الميلاد الخاص بالعصر الإسكندري) آباءٌ للكنيسة مثل ماكسيموس المعرِّف وتيوفان المعرف، ومؤرخون مثل جورج سينجيلوس. بهذه الصدفة الروحانية الغريبة، حظي ذلك التقويم بشعبية في بيزنطة، ولا سيما في الأوساط الرهبانية.

## تواريخ هامة في التقويم البيزنطي
- 1 بيزنطي—خلق العالم.
- 4755 بيزنطي (753 قبل الميلاد) -- تأسيس روما.
- 4841 بيزنطي (667 قبل الميلاد) -- تأسيس مدينة بيزنطة.
- 5478 بيزنطي (30 قبل الميلاد) -- تأسيس الامبراطورية الرومانية في معركة أكتيوم البحرية بقيادة أوكتافيان وأوغسطس.
- 5504 بيزنطي (4 قبل الميلاد) -- ولادة يسوع.
- 5539 بيزنطي (29 م) -- صعود يسوع.
- 5838 بيزنطي (330 م) -- أصبحت القسطنطينية العاصمة الجديدة للامبراطورية الرومانية.
- 5888 بيزنطي (380 م) -- أصبحت المسيحية الدين الرسمي للإمبراطورية الرومانية بمرسوم من ثيودوسيوس الأول.
- 5903 بيزنطي (395 م) -- وفاة ثيودوسيوس الأول قسمت الإمبراطورية الرومانية إلى شرقية وغربية.
- 6045 بيزنطي (537 م) -- يأمر جستنيان الأول باستعمال دورات 15 سنة
- 6118 بيزنطي (610 م) -- تغيير اللغة الرسمية للإمبراطورية الرومانية الشرقية من اللاتينية إلى اليونانية.
- 6496 بيزنطي (988 م) -- يأمر باسيل الثاني أول استعمال رسمي للتقويم البيزنطي.
- 6562 بيزنطي (1054 م) -- الانقسام الكبير بين الكنيسة الأرثوذكسية الشرقية والكنيسة الكاثوليكية الرومانية.
- 6712 بيزنطي (1204 م) -- الحملة الصليبية الرابعة تهاجم عاصمة الإمبراطورية البيزنطية القسطنطينية. إنشاء إمبراطورية القسطنطينية اللاتينية.
- 6769 بيزنطي (1261 م) -- إعادة إنشاء الإمبراطورية البيزنطية.
- 6961 بيزنطي (1453 م) -- سقوط القسطنطينية—الانهيار النهائي للإمبراطورية البيزنطية.
- 7427 - 7430 بيزنطي (1919 - 1922 م) السياسي اليوناني Eleftherios Venizelos يحاول استرجاع القسطنطينية من تركيا في الحرب التركية اليونانية (1919-1922) ، ولكن في أثناء الحرب يخسر انتخاب 1920 ويذهب للمنفى مع انتصار تركيا على اليونان.

## ملاحظة
كلمة بيزنطي اخترعها مؤرخ ألماني هيرونيموس ولف سنة 1557 ونشرها الفرنسيون في القرن 18 للإشارة للإمبراطورية الرومانية الشرقية. رعايا الامبراطورية كانوا يستخدمون كلمة روماني وكان امبراطورهم يدعى الإمبراطور الروماني.